# MOL Trucks
MOL Trucks SA est un constructeur de camions et de remorques belge. La société a été créée en 1944 à Hooglede en Belgique.

## Historique
Dans les années 1970, MOL a fabriqué une variété de camions pour l'industrie pétrolière équipée de moteurs Magirus-Deutz refroidis par air. En 1971, le groupe PRP (Perez Raimond. Paris) rachète le constructeur français Willème en faillite. En 1982, c'est le constructeur belge MOL qui rachète les droits et licences des camions Willème et recrute le français René Harvey qui avait participé à la conception de la série Willème TG. 
C'est à cette époque que le groupement IRTEX - Ingénierie et Réalisation de Transports Exceptionnels s'est constitué. IRTEX était un consortium composé de 6 constructeurs de camions lourds pour convois exceptionnels et spéciaux : SCTT en France, Translast en Allemagne, Rigging International aux États-Unis, Sainert, TMU et DRIVE en Espagne. Des camions similaires ont été construits, en petite quantité, par Ponticelli en France, TMU et DRIVE en Espagne
Certains modèles de camions super lourds avec lest ont continué à être fabriqués sur ces mêmes bases pendant quelques années. Les anciennes cabines "Horizon" ont été abandonnées et MOL a utilisé un dérivé de la cabine du DAF 2800
MOL a également repris le projet BREC de construction de camions KFM "Desert Lion", a amélioré le projet et les a vendus sous le nom de MOL-Brec TB 800. Il s'agissait de tracteurs tout-terrain 6x6 pour les conditions désertiques, avec des moteurs V12 MWM de 816 ch et un poids à vide de 26 tonnes. MOL a également fabriqué des remorques adaptées, avec des moteurs supplémentaires de 400 ch
Le constructeur a élargi sa gamme de produits avec toujours des camions pour transports exceptionnels comme le MOL HF7566 mais aussi des shunters et des observateurs de quai, le FM250.

## Historique de la société
- 1944 - création de l’entreprise par Gerard MOL,

- 1956 - lancement de la production de remorques avec citernes pour liquides et le ciment, et de semi-remorques surbaissées,

- 1961 - la société RMC est créée à Rumbeke pour la production de pièces détachées.  Mol se diversifie et démarre la production de châssis pour grues, de camion-malaxeurs et de camions,

- 1974 - la société Incomol est créée en Grande-Bretagne

- 1982 - rachat des droits et licences des camions Willème

- 1985 - MOL rachète la société VDK et se lance dans la production de bennes à déchets,

- 1992 - rachat de la société ABT,

- 2001 - la benne MOL Ellips est lancée sur le marché

- 2004 - une nouvelle ligne de production pour les bennes à déchets VDK est mise en service. Début de fabrication du Quadrat et des véhicules Rail-Road,

- 2008 - la filiale ITK est créée à Kachtem pour la production de pièces détachées,

- 2011 - les productions de l'usine de Rumbeke sont transférées chez ITK,

- 2012 - les ateliers de production des camions à déchets sont agrandis,

- 2014 - un nouveau bâtiment est construit, dédié aux réparations de semi-remorques,

- 2015 - une nouvelle installation de peinture. MOL est classé dans le top 5 de l'Innovation Award à Matexpo 2015 pour sa nouvelle génération de bennes MOL Ellips,

- 2017 - un nouveau site industriel pour la production des camions est inauguré.

## Productions actuelles
La société est présente dans plusieurs secteurs des transports :
- semi-remorques bennes de chantier en version tandem et tridem avec porte arrière hydraulique et bâche pour les unités pour enrobés ou matières pulvérulentes d'une capacité de 27/29 m3,
  - arrondies ELLIPS,
  - acier ou aluminium à fond plat QUADRAT ,
- remorques et semi-remorques porte-engins, porte conteneurs,
- remorques bennes à ferrailles Q-BIG d'une capacité de 55 à 70 m3,
- bennes à ordures et pour la collecte du verre,
- tracteurs de manutention portuaires, Ro-Ro,
- camions spéciaux extra lourds, à la demande pour une utilisation en toute situation, même en tout terrain comme pour l’exploitation pétrolière dans des régions désertiques. La gamme de véhicules est disponible en configuration 4×4, 6×4, 6×6, 8×8 ou 10×10. Le modèle standard de référence est le HF8066, camion 6x6 avec cabine à capot est disponible en version plateau, tracteur de semi-remorques et tracteur lesté,
- véhicules rail-route.

Le principal contrat de camions lourds a été passé en 2014 par la compagnie de recherche pétrolière ENAFOR qui a acquis 10 exemplaires HF5066 et 55 exemplaires HF7566 pour ses chantiers au Sahara. Ces camions sont équipés de moteurs Cummins QSX15 développant 600 cv et pouvant tracter une remorque de 200 tonnes.
Le constructeur propose également un modèle tracteur portuaire FM250 4x4 équipé d'un moteur Mercedes OM906 pour les opérations Ro-Ro.